# Postrach Transwalu
Postrach Transwalu (ang. The Terror of the Transvaal ) – opublikowany w 1993 komiks Dona Rosy, będący szóstą częścią serii Życie i czasy Sknerusa McKwacza.

## Fabuła
Akcja dzieje się w latach 1887–1889. Sknerus McKwacz wędruje po świecie w poszukiwaniu pieniędzy. Dowiaduje się, że w Transwalu odkryto spore złoża złota, więc postanawia udać się do Afryki. Po dotarciu na miejsce spotyka Granita Forsanta, który był wówczas złodziejem i kradł diamenty wydobyte przez poszukiwaczy. McKwacz ratuje go po nieudanym rabunku, jednak nie wie, że ocalił przestępcę. Forsant obiecuje pomóc Sknerusowi w odnalezieniu złota, więc McKwacz zabiera go ze sobą. Podczas postoju nieuczciwy kaczor ucieka, zabierając cały ekwipunek i zostawiając Sknerusa na środku sawanny. McKwacz wpada w ogromną wściekłość i rusza w pościg za złodziejem. W końcu dopada go w miasteczku i wsadza do więzienia, wcześniej czyniąc z niego pośmiewisko. Forsant poprzysięga Sknerusowi zemstę.
Po całej tej przygodzie Sknerus traci zaufanie do ludzi i po dwóch latach poszukiwania złota postanawia wrócić do Ameryki.